# Palmodes occitanicus ibericus
Palmodes occitanicus ibericus é uma subespécie de insetos himenópteros, mais especificamente de vespas pertencente à família Sphecidae.
A autoridade científica da subespécie é Roth, tendo sido descrita no ano de 1963.
Trata-se de uma subespécie presente no território português.